# Un rude hiver
Un rude hiver est un roman de Raymond Queneau. D'abord publié en trois fragments dans La Nouvelle Revue française de septembre à novembre 1939, il sera publié en volume aux éditions Gallimard la même année.

## Résumé
Bernard Lehameau est un lieutenant de trente-trois ans veuf vivant au Havre lors de la Première Guerre mondiale. Blessé à la jambe à Charleroi, il a été démobilisé et travaille comme employé de bureau.
Sa routine quotidienne consiste en visites à son frère aîné, Sénateur Lehameau, contrôleur des contributions indirectes, et à sa vieille amie, la libraire érudite Mme Dutertre, chez lesquels il exprime ses opinions pessimistes sur la suite de la guerre et sur le monde en général. Grincheux et réactionnaire, Lehameau est encore marqué par le décès de sa jeune épouse, il y a treize ans de cela, dans un incendie qui a ravagé les Grandes Galeries Normandes où elle allait au cinéma avec sa famille. Depuis, il ne fréquente plus aucune femme.
Le « rude hiver » que vit le héros va cependant s'éclairer par des rencontres de hasard : une jeune militaire anglaise, Miss Weeds (Helena), dont il tombe de plus en plus amoureux, deux enfants dont il fait la connaissance dans un tramway, Annette et Pol, et qu'il emmène au cinéma. Un jour de sortie, Annette lui confie son amour mais Bernard n'a pour elle que des sentiments paternels. Il désespère de coucher avec Miss Weeds, qui, tout en affirmant l'aimer, veut rester vierge jusqu'au mariage.
Un jour, comme ses supérieurs ont eu vent de sa liaison avec Lehameau, Miss Weeds doit repartir en Angleterre par bateau. Ce dernier fait naufrage torpillé par un sous-marin allemand ; tout en étant persuadé qu'elle fait partie des survivants, le héros croit qu'il ne la reverra jamais. M. Frédéric, un client mystérieux de Mme Dutertre, révèle à Bernard qu'il est allemand et propose au personnage de rejoindre son camp, après qu'il a appris les vues désabusées de ce dernier sur le conflit. Lehameau refuse. Il va se recueillir sur la tombe de son épouse et se rend à la maison d'Annette, où il est accueilli par la sœur aînée de celle-ci, Madeleine, une prostituée. Il lui confie les malheurs de sa vie et ils deviennent amants.
Quelques semaines plus tard, en février, Lehameau rend visite à Mme Dutertre qu'il n'a pas vue depuis longtemps. Il lui annonce sa décision d'épouser Madeleine et de devenir le père d'Annette et Pol. En outre, comme la blessure de sa jambe est guérie, il repart sur le front.

## Analyse
Queneau débute la rédaction du roman durant l'hiver 1938-1939. Plusieurs titres sont envisagés : Havre de Grâce, La Dureté des temps, La Salamandre, Un temps de Février.
Le livre est structuré en quinze chapitres dont le dernier n'est pas numéroté.

L'élaboration du roman, de sa structure, des traits des personnages, est guidé par un procédé de répétition : des situations entre elles, des personnages entre eux. Il met ainsi en place sa théorie exposée dans Technique du roman :
« Pas plus que le reste, la répétition des personnages ne doit être laissée au hasard, car toute une partie de leur sens dépend d'elle. »
Raymond Queneau, Technique du roman.
Le procédé a aussi une visée poétique, qui s'illustre par exemple par la répétition de l'expression « Helena. Helena. / Helena. » à huit reprises dans le roman à partir du chapitre V, où Lehameau « [ose] lui demander son prénom ». 
Les personnages et les évènements relatés dans le roman prennent pour base des éléments autobiographiques.

### Éléments autobiographiques
Le roman débute le 10 octobre 1916, finit en février 1917. Cette datation est permise par les nombreux emprunts que Queneau fait à son journal d'enfant, faisant référence à des moments précis ayant eu lieu pendant la guerre. Toutefois, il se permet tout de même de faire des emprunts à des évènements qui débordent de cette période.

Queneau place sa date de naissance, le « 21 février 1903 », au chapitre VIII, centre du roman. Elle est le point centrale d'une spirale temporelle tracée par Queneau. Lehameau est né en 1866 (= 1903-36), et l'auteur écrit ces lignes en 1939 (= 1903+36) : tous deux ont 36 ans.
« Je naquis au Havre un vingt et un février
en mil neuf cent et trois. »
Raymond Queneau, Chêne et chien, 1937.
Bernard Lehameau est l'alter ego de Queneau,. Il est amoureux d'Helena Weeds. Son portrait au chapitre V correspond à celui que Queneau fait de l'actrice Alice Faye dont il était lui aussi amoureux.
Le livre est pressenti au prix Goncourt de 1939 lors de sa parution.

### Liste des ouvrages cités
- Raymond Queneau, Romans, vol. I, t. II : Œuvres complètes, Paris, Gallimard, coll. « Bibliothèque de la Pléiade », 2002 (ISBN 2-07-011439-2)
  - Emmanuël Souchier, « Un rude hiver : Notice - Notes et variantes », dans Raymond Queneau, Romans, vol. I, t. II : Œuvres complètes, Paris, Gallimard, coll. « Bibliothèque de la Pléiade », 2002 (ISBN 2-07-011439-2), p. 1632-1670
- Emmanuël Souchier, « Un rude hiver " Fidèle D’amour " », dans Yves Ouallet (dir.), Raymond Queneau : Le mystère des origines, Mont-Saint-Aignan, Presses universitaires de Rouen et du Havre, 2005 (ISBN 9791024010786, DOI https://doi.org/10.4000/books.purh.6605, lire en ligne), p. 69-93